# Ди Суверо, Марк
Марк ди Суверо (англ. Mark di Suvero; род. 18 сентября 1933, Шанхай, Китай) — один из самых известных американских скульпторов, работающих со сталью в большом масштабе.
В 1960-х годах начал создавать работы из найденных пиломатериалов, канатов, кабеля и автомобильных шин, порой сочетая их в хрупком равновесии со стальными балками. К середине 1970-х годов переключился на более сдержанные скульптуры, используя меньше элементов и материалов, полагаясь более на стальные блоки.

## Биография и творчество
Марк ди Суверо (настоящее имя — Марко Поло ди Суверо) родился в 1933 году в Шанхае, в семье итальянского дипломата. С началом Второй мировой войны, в 1941 году, семья переехала в Сан-Франциско.
С 1953 по 1954 год ди Суверо посещал Городской колледж Сан-Франциско. С 1954 по 1955 год учился в Калифорнийском университете в Санта-Барбаре; в эти же годы начал заниматься скульптурой. С 1955 по 1957 год изучал философию в Калифорнийском университете в Беркли. По окончании университета переехал в Нью-Йорк, где попал под влияние абстрактного экспрессионизма.
Ди Суверо долгое время работал сварщиком и оператором крана. В 1960 году, накануне своей первой сольной выставки, он получил тяжёлую травму. Во время работы на стройке он был ранен в результате аварии грузового лифта, сломал позвоночник и оказался парализован на два года. В период реабилитации ди Суверо полностью сосредоточил своё внимание на скульптуре, комбинируя дерево, сталь и сварочные техники. К 1965 году его здоровье восстановилось настолько, что он смог ходить без посторонней помощи.
Всего через несколько месяцев после того как Тенгели представил свою разрушающуюся скульптуру из мусора в Нью-Йорке, 27-летний Марк ди Суверо появился на арт-сцене со своей своеобразной скульптурной эстетикой. Его работы сочетали индустриальные материалы с движущимися мотивами, близкими изобразительности Роберта Раушенберга и эстетике джанк-арта.
Его ранние работы представляли собой большие скульптуры, которые включали в себя шпалы, металлолом и металлоконструкции. Многие произведения имели части, которые могли качаться или вращаться.
В 1971 году, в знак протеста против войны во Вьетнаме, скульптор покинул США. Вначале он работал и преподавал в Венеции, затем переехал во Францию.
К 1966 году Марк ди Суверо сделал себе имя на американской арт-сцене. В 1976 он представлял США на Сиднейской биеннале. В 1977 г. о нём был снят документальный фильм North Star: Marc di Suvero.
Работы ди Суверо представлены во многих крупных музеях мира. Он является лауреатом многочисленных премий в области искусства и имеет ряд наград, среди которых Национальная медаль США в области искусств (2010), Золотая медаль Американской академии искусств и литературы (2013) и др.

### Биография и творчество
- Биография и характеристика творчества на сайте Heinz Awards (англ.). Дата обращения: 2 декабря 2015. Архивировано 8 декабря 2015 года.
- Mark di Suvero and di Suvero family papers, 1934-2005 (англ.). Дата обращения: 2 декабря 2015. Архивировано 8 декабря 2015 года.
- Jan Garden Castro. To Make Meanings Real: A Conversation with Mark di Suvero (интервью) (англ.). Дата обращения: 2 декабря 2015. Архивировано из оригинала 17 января 2016 года.

### Работы в музеях мира
- Paula Cooper Gallery Архивная копия от 7 августа 2009 на Wayback Machine
- Hirshhorn Museum and Sculpture Garden (недоступная ссылка)
- Музей современного искусства, Нью-Йорк
- National Gallery of Art, Washington D.C.
- Национальная галерея Австралии Архивная копия от 27 июля 2008 на Wayback Machine
- Addison Gallery of American Art
- Courtauld Institute of Art, Лондон
- DaimlerChrysler Collection, Берлин (недоступная ссылка)
- DeCordova Museum and Sculpture Park
- Indianapolis Museum of Art, Индиана
- Kröller-Müller Museum (недоступная ссылка)
- Nasher Sculpture Center, Даллас, Техас
- Walker Art Center, Миннесота